# Мовсисян, Карен Эмильевич
Каре́н Эми́льевич Мовсися́н (род. 6 января 1963) — армянский шахматист, гроссмейстер (1994).
Чемпион Армянской ССР 1981 года (совместно с В. Шабояном).
В составе сборной Армянской ССР участник 3-х Первенств СССР между командами союзных республик (1983, 1985, 1986).
В составе шахматного клуба г. Гамбурга участник Кубка европейских клубов 1995 года.
В составе клуба «Epic-Barcino Terrassa» победитель командного чемпионата Испании 1998 года.
В составе сборной Армении участник 2-х командных чемпионатов мира среди ветеранов в категории 50+ (2016—2017). Оба раза команда Армении занимала 2‑е место.
Чемпион Европы среди ветеранов 2017 года в категории 50+.
Чемпион мира среди ветеранов 2018 года в категории 50+.

## Изменения рейтинга
| Графики недоступны из-за технических проблем. См. информацию на Фабрикаторе и на mediawiki.org. |